# Metta sutta
El Mettā Sutta es el nombre utilizado para dos discursos budistas que se encuentran en el Canon Pali. El que cantan más a menudo los monjes theravada, también se conoce como Karaṇīyamettā Sutta después de la palabra inicial, Karaṇīyam, "(Esto es lo que) debe hacerse". Se encuentra en Sutta Nipāta (Sn 1.8) y Khuddakapāṭha (Khp 9). Tiene diez versos y ensalza tanto las cualidades virtuosas como el desarrollo meditativo de mettā.